# Bergama
Bergama è un comune della Turchia, capoluogo del distretto di Bergama, nella provincia di Smirne.
La città è sovrastata dal sito archeologico di Pergamo, che si trova su una collina posta a nord del centro odierno; alcuni altri monumenti antichi sono disseminati nel suo territorio.

## Caratteristiche generali
Attualmente nota per il cotone, l'oro e i pregiati tappeti, la città era l'antico centro culturale greco e romano di Pergamo, la cui ricchezza di antiche rovine continua ad attrarre oggi un notevole interesse turistico, sebbene il suo famoso tempio sia stato spostato al Pergamonmuseum di Berlino, in Germania.
Situato su un promontorio a nord del fiume Bakirçay, a 26 chilometri nell'entroterra dal Mar Egeo, Bergama ha una popolazione di circa 102.000 abitanti. Le rovine dell'antica città di Pergamo si trovano a nord e ad ovest della città moderna. Si ritiene che la Pergamon romana abbia avuto una popolazione di circa 150.000 al suo apice nel I secolo d.C.
Tra le rovine degne di nota di Bergama ci sono il santuario di Asclepio (o Asclepeion), un tempio dedicato a un antico dio greco della guarigione, un teatro greco e il complesso della Basilica rossa, situato a cavallo del fiume Selinus, una costruzione del II secolo d.C. probabilmente costruita dall'imperatore Adriano. La città dispone anche di un museo archeologico.